# تپانچه بادی ۱۰ متر

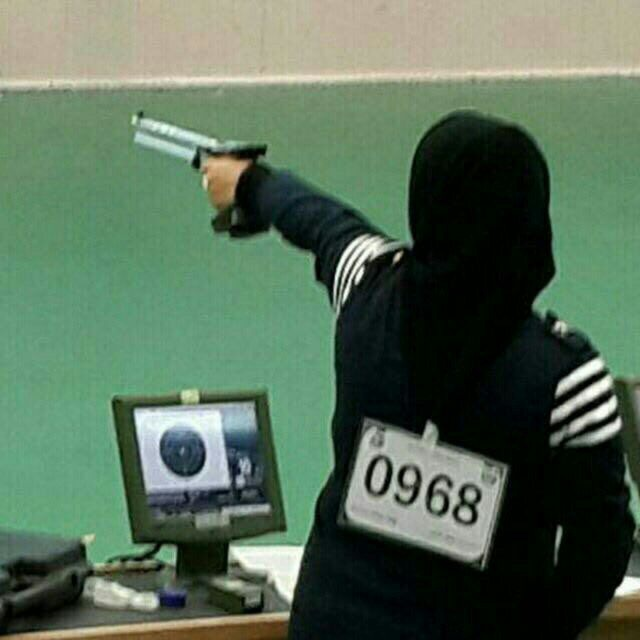
ورزشکار در حال نشانه‌گیری برای شلیک

تپانچه بادی ۱۰ متر یکی از رشته‌های ورزشی المپیکی ورزش تیراندازی است که توسط فدراسیون جهانی تیراندازی (ISSF) برگزار می‌شود. این رشته شبیه به تفنگ بادی ۱۰ متر است که در آن از گلوله‌های کالیبر ۴٫۵ میلیمتر یا ۰٫۱۷۷ اینچ در فاصله ۱۰ متر یا ۱۱ یارد از هدف استفاده می‌شود. این رشته برای مردان و زنان ۶۰ شلیک در ۷۵ دقیقه است. همچنین این رشته شبیه به تپانچه ۵۰ متر است، با این تفاوت که مسافت کمتری دارد و از اسلحه‌های بادی استفاده می‌شود. اکثر تیراندازان حرفه‌ای در هر دو رشته شرکت می‌کنند.
در استفاده از تپانچه محدودیت‌هایی وجود دارد. باید در حالت ایستاده بدون تکیه‌گاه و تنها با یک دست نگه داشته شود. تیرانداز می‌تواند سرعت کار خود (فاصله زمانی بین شلیک‌ها) را مطابق میل خود تنظیم کند، تا حدی که از زمان قانونی تجاوز نکند؛ ولی در مرحله فینال برای شلیکها دستوری صادر می‌شود و تیراندازان باید در زمان مورد نظر شلیک خود را انجام دهند. با این روش تماشاگران می‌توانند رده‌بندی ورزشکاران را مرحله به مرحله دنبال کنند.
مهمترین رقابت‌های این رشته، بازی‌های المپیک هر چهار سال یک بار و رقابت‌های جهانی تیراندازی هر چهار سال یک بار می‌باشند. همچنین جام جهانی تیراندازی، جامهای قاره‌ای، رقابت‌های بین‌المللی و ملی برگزار می‌شود. این رشته، یک ورزش داخل سالن است و در سطوح بالا، از هدف‌های الکترونیکی دقیق به جای اهداف کاغذی قدیمی استفاده می‌شود.

## فاصله و هدف

هدف تپانچه بادی ۱۰ متر

فاصله از تراز کف در خط آتش (محل استقرار تیرانداز) تا مرکز هدف باید ۱۴۰۰±۱۰۰ میلی‌متر باشد. هر تیرانداز، فضایی به عرض یک متر (نیم متر از هر طرف) برای تیراندازی در اختیار دارد. مسابقات باید درون سالن انجام شود و نور مصنوعی کافی نیز در اختیار باشد. فاصله خط آتش تا هدف، ۱۰ متر است.
هدف، در حالت سنتی از یک کاغذ کم‌رنگ به ابعاد ۱۷×۱۷ سانتی‌متر ساخته می‌شود. برای بهبود دید تیرانداز، محدوده امتیازهای ۷ تا ۱۰ به رنگ سیاه چاپ می‌شود. دایره‌های امتیاز به صورت متحدالمرکز با ضخامت ۰٫۱ تا ۰٫۲ میلی‌متر، از ۱۰ تا ۱ چاپ می‌شوند. مقدار امتیازهای ۱ تا ۸ به صورت افقی در خطوط افقی و عمودی روی هدف نشان داده می‌شود. همچنین یک دایره اضافی، درون دایره ۱۰ چاپ می‌شود که نمره اضافی ندارد، ولی در رده‌بندی برای شرایطی که امتیاز دو یا چند نفر برابر باشد، به کار می‌رود. قطر دایره امتیاز ۱۰، ۱۱٫۵ میلی‌متر است. برای سایر امتیازها، قطر دایره مربوطه ۱۶ میلی‌متر از دایره قبلی بزرگتر است. (برای نمونه، قطر دایره امتیاز ۱ برابر ۱۵۵٫۵ میلی‌متر است) همچنین قطر دایره داخلی ۱۰، ۵ میلی‌متر می‌باشد.
در سال‌های اخیر در بسیاری از مسابقات، به جای هدف کاغذی از هدف الکترونیکی استفاده می‌شود. هدف کاغذی باید پس از تعداد معینی شلیک، تعویض شود و امتیاز آن پس از تحویل به داور، محاسبه و ثبت می‌شود. در حالی‌که در هدف الکترونیکی، نیازی به تعویض هدف وجود ندارد و امتیاز هر شلیک، به سرعت روی نمایشگر ثبت می‌شود و در اختیار تیرانداز و داور، قرار می‌گیرد.

## تجهیزات

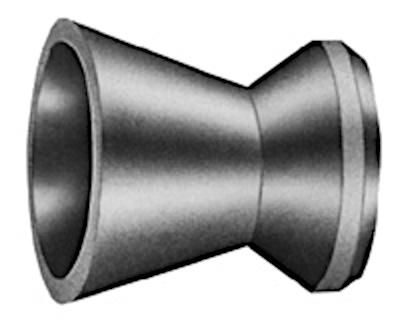
ساچمه تفنگ و تپانچه بادی ۱۰ متر

کالیبر ساچمه مورد استفاده، ۴٫۵ میلی‌متر است. وزن ماشه نباید کمتر از ۵۰۰ گرم و وزن سلاح نباید بیشتر از ۱٫۵ کیلوگرم باشد. ابعاد تپانچه باید به گونه‌ای باشد که در جعبه‌ای با ابعاد ۴۲×۲۰×۵ سانتی‌متر جا شود. هدایت ساچمه، با استفاده از فشار گاز موجود در مخزن سلاح انجام می‌شود.
در مسابقات تپانچه (برخلاف تفنگ)، استفاده از تجهیزات تثبیت‌کننده بدن (از جمله دستکش و کفش ساقدار) ممنوع است. از سوی فدراسیون جهانی، توصیه می‌شود که گوش‌ها پوشانده‌شود تا صدای ناهنجار ناشی از شلیک، موجب برهم خوردن تمرکز تیرانداز نشود. همچنین تیرانداز می‌تواند برای بهبود دید خود، یک پوشش با عرض حداکثر ۳ سانتی‌متر جلوی چشمی که با آن نشانه‌گیری نمی‌کند، قرار دهد.

## نحوه برگزاری
مسابقه در دو مرحله مقدماتی و نهایی برگزار می‌شود. در صورتی که تعداد تیراندازان، بیش از ظرفیت سالن برگزاری (که استاندارد آن ۸۰ خط است) باشد، یک مرحله حذفی اولیه نیز برگزار می‌شود تا تعداد تیراندازان به ظرفیت سالن برسد.

### مرحله مقدماتی
ابتدا یک زمان ۱۵ دقیقه‌ای به عنوان زمان آماده‌سازی و قلق در اختیار تیراندازان قرار می‌گیرد که می‌توانند در این مدت، تعداد نامحدودی شلیک انجام دهند. پس از پایان این زمان، مسابقه اصلی با فرمان استارت سرداور آغاز می‌شود. مدت مسابقه برای مردان و زنان، اگر از هدف کاغذی استفاده شود، ۹۰ دقیقه و اگر از هدف الکترونیکی استفاده شود، ۷۵ دقیقه است که باید در این مدت، ۶۰ شلیک را انجام دهند.

### مرحله نهایی
در پایان مرحله مقدماتی، ۸ نفری که بالاترین امتیاز را کسب کنند، برای مرحله نهایی انتخاب می‌شوند. طبق قوانین جدید که از ابتدای سال ۲۰۱۷ (میلادی) اجرا می‌شود، در مرحله نهایی، پس از زمان آماده‌سازی و قلق که مدت آن ۵ دقیقه است؛ نخست همه تیراندازان، دو سری پنج تایی شلیک (هر سری در مدت ۲۵۰ ثانیه) انجام می‌دهند. پس از آن، شلیک‌ها در سری‌های دوتایی (هر شلیک در مدت ۵۰ ثانیه) ادامه می‌یابد و پس از هر سری، تیراندازی که پایین‌ترین امتیاز را (در مجموع شلیک‌های مرحله نهایی) داشته‌باشد، حذف می‌شود. این روند، تا هنگامی که رده‌بندی به صورت کامل مشخص شود، ادامه می‌یابد. به عبارت دیگر، دو نفری که برای مدال طلا رقابت می‌کنند، در طول مرحله نهایی ۲۴ تیر (شامل دو سری پنج تایی و هفت سری دوتایی) شلیک خواهند کرد.
همچنین در مرحله نهایی، امتیازات به صورت دهمی محاسبه می‌شود. به عبارت دیگر، محدوده هر امتیاز به ۱۰ دایره کوچکتر با فواصل مساوی (۰٫۸ میلی‌متر) تقسیم می‌شود. به این ترتیب، برای نمونه، امتیاز ۱۰ شامل امتیازات ۱۰٫۰ تا ۱۰٫۹ خواهد بود.

## رکوردداران در جهان و ایران
رکورد جهانی این رشته در بخش مردان، ۵۹۴ است که متعلق به جین جونگ او از کشور کره جنوبی می‌باشد و در جام جهانی ۲۰۰۹ چانگ وون به ثبت رسیده‌است. همچنین در بخش زنان، رکورد جهانی با امتیاز ۵۸۷ به طور مشترک در اختیار آنا کوراکاکی از یونان و اولنا کوستویچ از اوکراین است که به ترتیب در سالهای ۲۰۱۸ و ۲۰۱۹ ثبت شده‌است.
رکورد ایران در بخش مردان، ۵۹۰ است که توسط وحید گلخندان در رکوردگیری رسمی سال ۱۴۰۳ به دست آمده‌است. همچنین در بخش زنان، گلنوش سبقت‌الهی در مسابقات قهرمانی کشور سال ۱۳۹۷ و هانیه رستمیان در رکوردگیری رسمی سال 1403 با امتیاز 586 به طور مشترک رکورد ایران را در اختیار دارند.